# Видный (Воронежская область)
Ви́дный — посёлок в Таловском районе Воронежской области России. Входит в состав Добринского сельского поселения. Основан в 1922 году.

## Население
| 2010 |
| ---- |
| 201  |

## Улицы
В посёлке имеется одна улица — Победы.